# 545 Мессаліна
545 Мессаліна (545 Messalina) — астероїд зовнішнього головного поясу, відкритий 3 жовтня 1904 року Паулєм Ґьотцом у Гейдельберзі.
Тіссеранів параметр щодо Юпітера — 3,142.